# 靳秀麗
靳秀麗（1961年3月6日—），籍貫山西高平，生於臺北市，臺灣記者兼新聞主播。

## 生平
臺北市立中正高級中學、國立中興大學法商學院（現國立臺北大學）統計學系畢業，紐約市立大學廣播與電視管理碩士。曾任貿易公司業務秘書、華視新聞部記者、環球電視《環球晚間新聞》主播，並曾任職於東森新聞台。其後，與行政院新聞局前局長邵玉銘傳出婚外情，而黯然出國留學。2003年3月，與邵玉銘結婚。

## 學歷
- 臺北市立中正高級中學
- 國立中興大學法商學院（現國立臺北大學）統計學系
- 紐約市立大學廣播與電視管理碩士

## 經歷
- 貿易公司業務秘書
- 華視新聞部記者
- 華視《華視新聞雜誌》主持人
- 東森新聞台主播
- 華視《點燈》主持人
- 華視《早安今天》（與寇绍恩主持）
- 公共電視節目《珍藏天地》主持人
- 廣電基金《現代防身術》主持人[1]
- 環球電視《環球晚間新聞》主播
- 東森新聞台主播
- 東森綜合台《有話老實講》主持人
- 大愛電視節目部經理
- 大愛電視《大愛全記錄》主持人
- 大愛電視《覺醒年代》主持人